# 正常高値血圧
正常高値血圧（せいじょうこうちけつあつ）または高値血圧とは、高血圧の基準に達していないものの正常値よりも高い血圧をいう。定義より、正常血圧<正常高値血圧<高値血圧<高血圧 となる。日本高血圧学会のガイドラインでは2014年版までは「正常高値血圧」は収縮期血圧130-139mmHg∧拡張期血圧85-89mmHgを指していたが、2019年版では収縮期血圧120～129∧拡張期血圧<80 に変更された。
ガイドライン2019では:18、血圧の正常値から高血圧までに段階を設け、診察室血圧正常値：収縮期血圧<120∧拡張期血圧<80 に対して、収縮期血圧120～129∧拡張期血圧<80 のものを正常高値血圧、収縮期血圧130～139∧∨拡張期血圧80～89 のものを高値血圧、収縮期または拡張期の血圧がそれ以上のものを高血圧（I度 - III度）などと呼び分けている（家庭血圧の閾値は異なる）。この分類は、降圧薬非服用下で、少なくとも2回以上の異なる機会（受診日）での血圧測定値にもとづく。各機会では1 - 2分間隔で複数回測定し、測定値の差が5mmHg未満（目安）の2値の平均値を採用する。
| 分類                  | 診察室血圧 (mmHg) | 診察室血圧 (mmHg) | 診察室血圧 (mmHg) |  | 家庭血圧 (mmHg) | 家庭血圧 (mmHg) | 家庭血圧 (mmHg) | 旧称 (高血圧治療ガイドライン2014) |
| 分類                  | 収縮期            |                   | 拡張期            |  | 収縮期          |                 | 拡張期          | 旧称 (高血圧治療ガイドライン2014) |
| --------------------- | ----------------- | ----------------- | ----------------- |  | --------------- | --------------- | --------------- | --------------------------------- |
| 正常血圧              | <120              | ∧                 | <80               |  | <115            | ∧               | <75             | 至適血圧                          |
| 正常高値血圧          | 120-129           | ∧                 | <80               |  | 115-124         | ∧               | <75             | 正常血圧 (120-129∧∨80-84)         |
| 高値血圧              | 130-139           | ∧∨                | 80-89             |  | 125-134         | ∧∨              | 75-84           | 正常高値血圧 (130-139∧∨85-89)     |
| 高血圧（I度～）       | 140≦              | ∧∨                | 90≦               |  | 135≦            | ∧∨              | 85≦             | 高血圧（I度～）                   |
| (孤立性) 収縮期高血圧 | 140≦              | ∧                 | <90               |  | 135≦            | ∧               | <85             | (孤立性) 収縮期高血圧             |

米国では収縮期血圧が120～139、または拡張期血圧が80～89の血圧測定値を一括りに指して、高血圧前症（prehypertension）、正常高値血圧（high normal blood pressure）、境界域高血圧（borderline hypertensive，BH）と称し、血圧が正常値よりも高いが、高血圧と考えられる迄には達していないとする。140/90以上の場合は高血圧と見做される。血圧の分類は、1週間以上の間隔をおいて2回以上測定した結果にもとづいて行われる。第7回米国合同委員会（JNC7）の報告書では、加齢に伴う血圧上昇の傾向をより正確に伝えるために、140/90以下の血圧上昇値を新たに表示することが提案された。

## 徴候・症状
正常高値血圧や高値血圧では、診断時には無症状であることが多い。悪性高血圧（高血圧緊急症の場合）は、稀に頭痛、視覚異常、疲労感、目眩などを引き起こすことがあるが、これらは他の多くの疾患で起こり得る非特異的な症状であるため、正常値以上の血圧が長期間にわたって診断されない場合がある。

## 成因
血圧の上昇は、通常、特定の原因がないまま、長年にわたって徐々に進行していく。しかし、薬剤、腎臓病、副腎障害、甲状腺障害などの医学的原因の可能性をまず除外する必要がある。特定の原因がなく、長期間にわたって発症する高血圧は、良性または本態性高血圧と考えられる。また、血圧は年齢と共に上昇する傾向がある。

## 治療
正常高値血圧や高値血圧が高血圧に移行するリスクを下げるためには、生活習慣や行動の改善が必要である。

### 食事
減塩、高カリウムの食事に加えて、1日30分以上の運動をすること、禁煙、減酒、健康的な体重の維持が推奨される。
具体的には、野菜（葉物野菜、豆類、ニンジン、キュウリ、トマトなどのデンプンを含まない野菜を食事の半分にすることを目標とする）や果物、全粒穀物を多く摂り、精製穀物（白いパンや白い小麦粉を使った焼き菓子など）を少なくし、飽和脂肪酸（脂肪分の多い肉や揚げ物など）を少なくし、ナトリウムを少なくする（自家製または加工を最小限にする）ことで、血圧を有意に下げられることが無作為化比較試験で実証されている。このような食生活の改善だけでも、単一の薬物療法よりも大きな血圧低下効果が得られる。すなわち、飽和脂肪酸を減らし、野菜や果物を多く摂るように食事を改善したり、ナトリウムの摂取量を先進国の典型的な摂取量よりも大幅に減らしたりすればするほど、食事とナトリウムの削減の効果は大きくなる。同様に、食生活の質が高ければ高いほど、効果が見られる。30日間で有意な結果が見られている。
精製された炭水化物（砂糖、コーンシロップ、白い小麦粉）を多く含む高炭水化物の食事は、血圧上昇の原因となる可能性があるという関係性がある。最近の研究では、低炭水化物の食事が、薬と同様に体重と血圧を下げることが判明している。
カリウムを多く含む食品は、バナナ、パパイヤ、サツマイモ、緑色の葉物野菜、アボカド、プルーンジュース、トマトジュース、オレンジ、牛乳、ヨーグルト、白いんげん豆、うずら豆、黒豆などの乾燥豆、ひよこ豆、レンズ豆、牛肉、豚肉、魚、ピスタチオ、アーモンド、かぼちゃ、亜麻、ひまわりの種などのナッツ・種子類である。

### 診察室血圧モニタリング
内臓障害の徴候や高血圧への進行を注意深く監視することは、正常高値血圧や高値血圧患者のフォローアップの重要な部分である。血圧分類の変化は、少なくともその後の1回の診察で確認する必要がある。
薬理学的な降圧療法の主な適応は、高血圧への進行抑制である。糖尿病、慢性腎不全、心血管疾患の患者では、その閾値は低くなる。現在、これらの条件での目標血圧は120/80mmHg未満である。

### 家庭血圧モニタリング
家庭血圧モニタリングは、正常高値血圧・高値血圧の患者の監視と追跡に使用できる。自宅でのモニタリングは、白衣を着た医師や医者の存在によって血圧値が上昇する白衣高血圧の回避や、特定の時間や場所で血圧値が上昇する仮面高血圧の検出に有用である。毎日決まった時間に自宅や職場でモニタリングすることで、正常高値血圧・高値血圧や高血圧症の診断に役立つ。

## 予後
日本で2005年に開始されたEPOCH-JAPAN（当初、平均追跡期間：10.5年、追跡人年：約200万人年）の統合研究によると、血圧区分が上昇すると循環器疾患死亡リスクが増加する正の相関が全ての年齢層で示された。特に中壮年者と前期高齢者では、正常高値血圧の場合でも正常血圧に比べて脳心血管死亡リスクが有意に増加した。高値血圧の場合は中壮年者で有意なリスク増加が見られる他、前期高齢者においてもリスク増加の傾向が見られた。
|                      | ハザード比（95%信頼区間） | ハザード比（95%信頼区間） | ハザード比（95%信頼区間） |
| 中壮年者 （40-64歳） | 前期高齢者 （65-74歳）    | 後期高齢者 （75-89歳）    |                           |
| -------------------- | ------------------------- | ------------------------- | ------------------------- |
| 正常血圧             | 1                         | 1                         | 1                         |
| 正常高値血圧         | 1.77 (1.25 - 2.51)        | 1.76 (1.23 - 2.51)        | 0.83 (0.54 - 1.28)        |
| 高値血圧             | 1.94 (1.38 - 2.73)        | 1.40 (0.99 - 1.99)        | 1.27 (0.87 - 1.84)        |
| I度高血圧            | 2.99 (2.17 - 4.11)        | 2.20 (1.59 - 3.03)        | 1.38 (0.97 - 1.97)        |
| II度高血圧           | 5.23 (3.71 - 7.35)        | 2.64 (1.87 - 3.73)        | 1.46 (1.01 - 2.12)        |
| III度高血圧          | 8.50 (5.81 - 12.43)       | 3.96 (2.67 - 5.85)        | 1.73 (1.14 - 2.64)        |

以前は血圧と死亡率との間に“Jカーブ”が存在し、血圧が低過ぎても死亡率が増加すると言われていたが、今では完全に否定されている。これについては因果関係が逆であり、低血圧群における心血管死の増加は降圧が原因なのではなく、最初から重症心疾患であったが故に血圧が低かったと見るべきである。致死的疾患の末期に血圧が低下することは自明だからである。

## 疫学
大阪府の吹田研究では、正常高値血圧の有病率は男性：20.0%・女性：17.4%、高値血圧は男性：17.4%・女性：15.3%であった。また、岩手県の大迫研究のデータでは、正常高値血圧+高値血圧の有病率は37.9%（815/2,150）であり、高血圧（34.8%、749/2,150）よりも高かった。
1999年と2000年に実施された米国民健康・栄養調査（NHANES III）のデータによると、米国の成人における高血圧前症の有病率は約31%であった。この有病率は、女性よりも男性の方が高かった（それぞれ39%と23%）。

### リスク因子
正常高値血圧や高値血圧の主な危険因子は過体重である。その他の危険因子としては、高血圧の家族歴、座りっぱなしのライフスタイル、ナトリウム濃度の高い食品の摂取、喫煙、アルコールやカフェインの過剰摂取などが挙げられる。血圧値は家族性であると思われるが、明確な遺伝パターンは確認されていない。